# Cephalops ugandensis
Cephalops ugandensis är en tvåvingeart som beskrevs av De Meyer 1992. Cephalops ugandensis ingår i släktet Cephalops och familjen ögonflugor.
Artens utbredningsområde är Uganda. Inga underarter finns listade i Catalogue of Life.